# Anomoia solennis
Anomoia solennis es una especie de insecto del género Anomoia de la familia Tephritidae del orden Diptera.

## Historia
Richter la describió científicamente por primera vez en el año 1969.